# West Norwood Cemetery

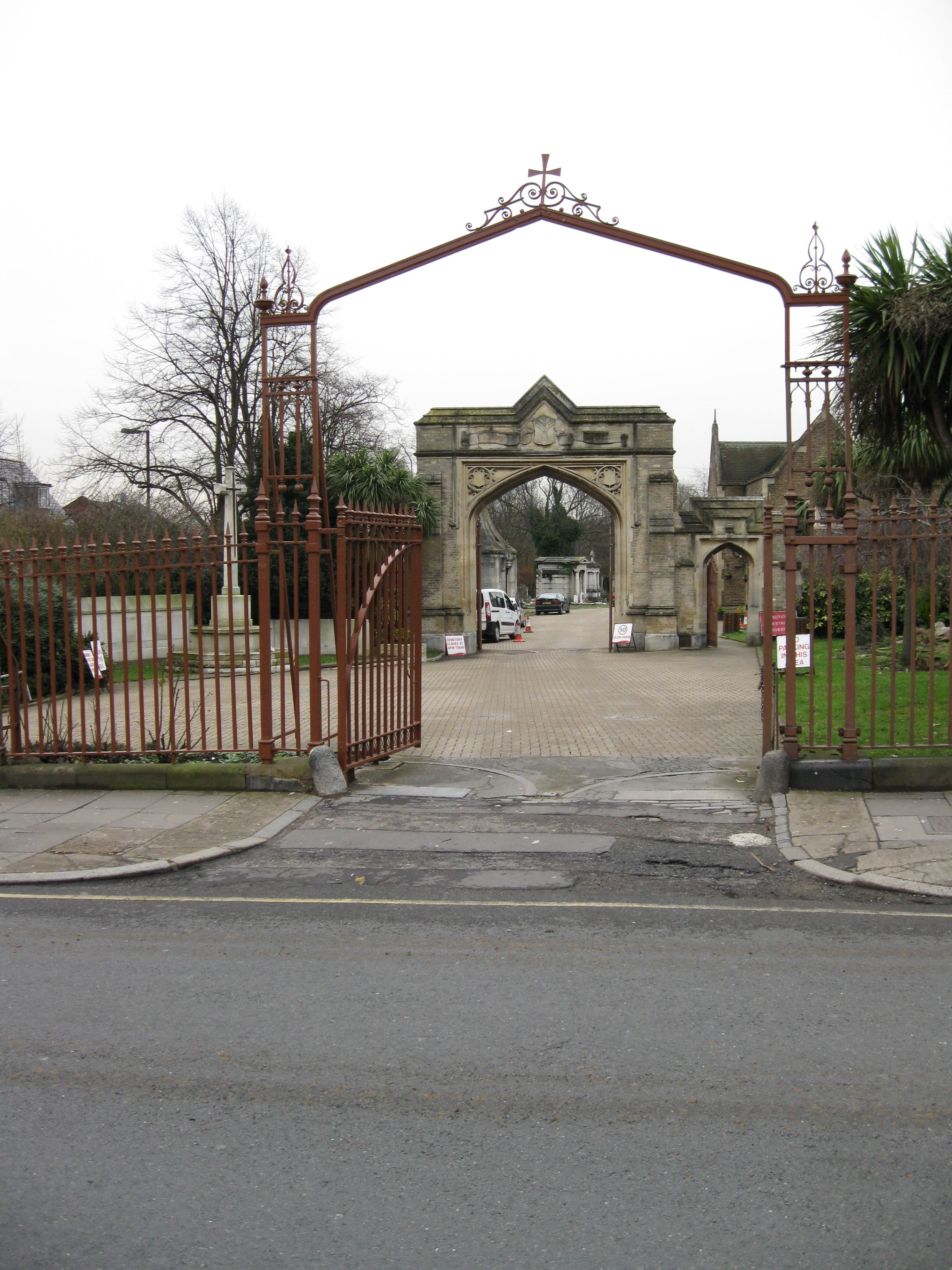
West Norwood Cemetery, Eingang

West Norwood Cemetery (dt. Friedhof West Norwood) – auch bekannt als South Metropolitan Cemetery –  ist ein 16 Hektar großer, aus dem 19. Jahrhundert stammender Friedhof in London, England. Er liegt in West Norwood im London Borough of Lambeth. Der Friedhof gehört zu den Magnificent Seven, einer Reihe von Friedhöfen, die infolge eines Parliament Acts von 1832 errichtet wurden. Der Friedhof wurde 1837 geweiht. Bis zum Jahr 2000 wurden 164.000 Beerdigungen in 42.000 Grabstätten und 34.000 Kremationen auf dem Friedhof vorgenommen. Auch erfolgten zahlreiche Bestattungen in den Katakomben des Friedhofs. Der River Effra verläuft unter dem Friedhof.

## Geschichte
Im Jahr 1830 reichte der Herausgeber des The Penny Magazine eine erfolgreiche Petition – die unhaltbaren Zustände auf den Fried- und Kirchhöfen in London betreffend – beim Parlament ein. In der Folge wurden verschiedene Gesetze erlassen, welche die Bestattungen auf den Kirchhöfen unterbanden und die Einrichtung neuer kommerzieller Friedhöfe ermöglichte. Der erste dieser Friedhöfe war 1832 Kensal Green Cemetery, der von der General Cemetery Company errichtet und geführt wurde. Als zweiter der Magnificent Seven entstand ab 1836 der West Norwood Cemetery auf dem Gelände des Gutes von Lord Thurlow im damaligen Lower Norwood. Erwerber und Betreiber des neuen Friedhofs war die zu diesem Zweck gegründete South Metropolitan Cemetery Company.
Der neue Friedhof wurde am 7. Dezember 1837 vom Bischof von Winchester geweiht, zu dessen Diözese der Friedhof noch bis 1877 gehörte, bevor er an die Diözese von Rochester und zuletzt 1905 an Southwark überging. Die ersten Bestattungen fanden kurz nach der Weihe statt. Der Architekt und Direktor des Friedhofs William Tite gestaltete das Landschaftsbild und einige Monumente. Der Friedhof war der erste im Vereinigten Königreich, der im Stil der Neogotik errichtet wurden. Heute ist der Friedhof für neue Bestattungen geschlossen, da die Begräbnisplätze belegt sind. Nur das Krematorium wird bis heute weiter genutzt.